# Muscina angustifrons
Muscina angustifrons är en tvåvingeart som först beskrevs av Friedrich Hermann Loew 1858.  Muscina angustifrons ingår i släktet Muscina och familjen husflugor. Inga underarter finns listade i Catalogue of Life.